# Club de Atletismo Playas de Castellón
Il Club de Atletismo Playas de Castellón, noto anche come Playas de Castellón, è una società spagnola di atletica leggera, con sede a Castellón de la Plana, fondata il 20 marzo 1981 con il nome Club Atletisme Castelló.